# Tarocchi francesi

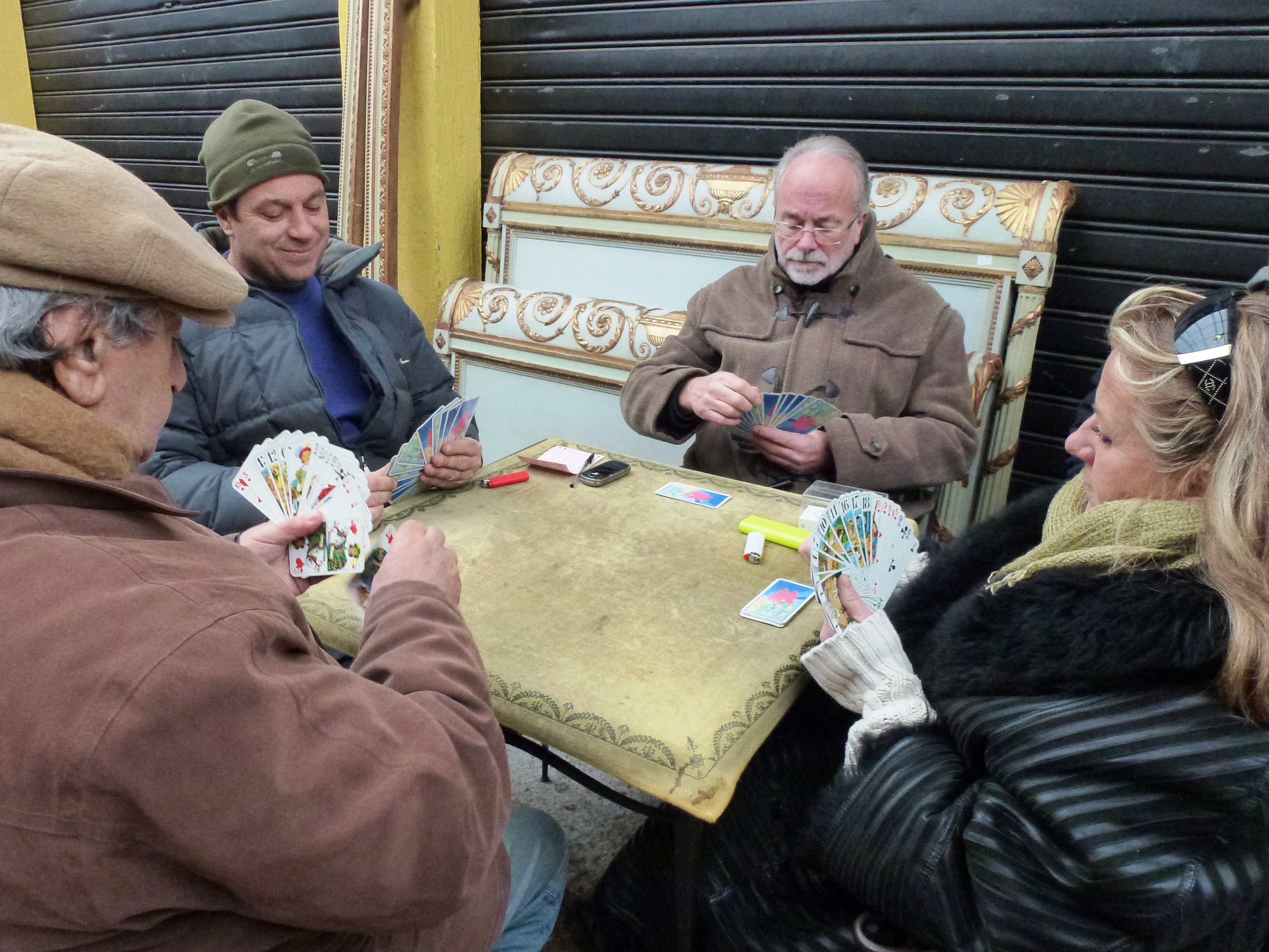
Giocatori di tarocchi francesi al mercatino di Saint-Ouen

I tarocchi francesi (in francese tarot [taʁo] o tarot français [taʁo fʁɑ̃sɛ]) sono un gioco di carte tradizionale praticato con un mazzo di tarocchi di 78 carte.

## Mazzo
Un mazzo di tarocchi adatto a questo gioco è costituito da:
- 4 semi ciascuno di 14 carte, in ordine di presa: Re, Donna, Cavallo, Fante, 10, 9, 8, 7, 6, 5, 4, 3, 2, 1.
- Un seme aggiuntivo di 22 carte (trionfi o briscole, in francese atouts). Di queste 21 sono numerate da 1 a 21 e agiscono da briscole permanenti, avendo precedenza di presa sugli altri semi; una carta aggiuntiva non numerata è il Matto o la Scusa (L'excuse o Fou).

Un mazzo contiene in totale 91 punti. I valori delle carte sono i seguenti:
- Trionfi XXI, I o Matto (onori, in francese oudlers o bouts): 4,5 punti ciascuno
- Re: 4,5 punti ciascuno
- Donna: 3,5 punti ciascuna
- Cavallo: 2,5 punti ciascuno
- Fante: 1,5 punti ciascuno
- Ogni altra carta: 0,5 punti ciascuna.

## Svolgimento

### Scopo del gioco
A seconda del numero di giocatori si gioca in genere 2 contro 1, 3 contro 1 o 3 contro 2. All'inizio di ciascuna mano si esegue un giro di scommesse per decretare chi, avendo fatto la puntata più alta, debba essere l'attaccante e quindi tentare di vincere contro gli altri giocatori raggiungendo un minimo di punti. Gli altri formano la difesa e devono impedirlo. Tale minimo si abbassa gradualmente col possesso di 1, 2 o 3 onori/oudlers:
- con 0 onori: 56 punti
- con 1 onore: 51 punti
- con 2 onori: 41 punti
- con 3 onori: 36 punti

Al contrario se perde andrà in negativo. Per i dettagli sul conteggio, vedasi sotto.

### Distribuzione della mano
Il mazziere mescola le carte, dunque porge il mazzo al giocatore alla propria sinistra affinché lo tagli. Distribuisce quindi, tre carte alla volta, 15, 18 o 24 carte, rispettivamente se i giocatori sono 3, 4, o 5, a ciascun giocatore. Le rimanenti 6 carte, o 3 nella variante a 5 giocatori, vanno al centro del tavolo e formano il pozzo (chien).

### Scommesse
A partire dal giocatore alla destra del mazziere ogni giocatore può passare o scommettere più alto di tutti i giocatori precedenti; alla fine del giro chi ha fatto la scommessa più alta assume il ruolo di attaccante e gli altri giocatori formano la difesa, dovendo collaborare per impedire che raggiunga un numero minimo di punti. 
Ci sono quattro possibili scommesse, o contratti:
- Presa (prise o petite): se l'attaccante vince, le carte del pozzo vengono mostrate a tutti i giocatori, dunque l'attaccante le aggiunge alla sua mano e scarta sei carte, che verranno mostrate solo alla fine della mano e conteranno tra i suoi punti. È vietato scartare re o briscole; in casi rarissimi se non ci sono alternative si può scartare un trionfo, (ma non un oudler), ma tuttavia questo deve essere mostrato immediatamente alla difesa.
- Guardia (garde): come la presa, ma se l'attaccante vince, il suo guadagno di base (vedasi sotto) sarà raddoppiato; in caso di sconfitta però sarà raddoppiata la perdita di base.
- Guardia senza (garde sans): l'attaccante non può migliorare la sua mano con le carte del pozzo, che non vengono mostrate a nessuno prima della fine della mano, quando verranno scoperte e andranno a contare tra i suoi punti. Il guadagno o la perdita di base verrà triplicato.
- Guardia contro (garde contre): le carte del pozzo non vengono discoperte a nessuno prima della fine della mano, quando saranno scoperte e andranno al monte punti della difesa. Il guadagno o la perdita di base verrà sestuplicato.

Nella variante a 5, il gioco è in genere 2 contro 3: l'attaccante, prima che il pozzo sia svelato, deve "chiamare" un re di uno dei quattro semi. Il giocatore che lo detiene sarà il suo compagno. Se chiama un re che ha egli stesso in mano o che si trova nel pozzo, giocherà da solo.

### Dichiarazioni
Prima di giocare la sua prima carta, ciascun giocatore può dichiarare una di tre poignées ("manciate"):
- singola (10 briscole): 20 punti bonus
- doppia (13 briscole): 30 punti bonus
- tripla (15 briscole): 40 punti bonus

Facendo ciò, è obbligato a mostrare tutte le 10, 13 o 15 carte in questione. Per il calcolo dei punti bonus, vedasi sotto.

### Gioco
Il primo turno è aperto dal primo giocatore alla destra del mazziere con una carta qualsiasi. L'unica limitazione è presente nella variante a 5 giocatori, in cui è proibito al primo turno giocare una carta del seme del re chiamato dall'attaccante, a meno che non sia il re stesso.
Il giocatore che apre un turno gioca una carta qualsiasi, fuori dall'eccezione di cui sopra. Gli altri giocatori giocano uno per uno procedendo in senso antiorario e sono sottoposti a degli obblighi precisi: 
- il Matto può essere giocato sempre ed è esente dagli obblighi. In genere è giocato perché essi sono reputati svantaggiosi, o per confondere deliberatamente gli avversari. Una volta giocato non può vincere alcun turno, né però può essere perso. Chi ha giocato il Matto infatti alla fine del turno, se la parte opposta ha vinto il turno, inserisce lo stesso tra le proprie carte prese e cede al suo posto una carta da 0,5 punti agli avversari. L'unico modo in cui il Matto può cambiare squadra è essere giocato all'ultimo turno: in quel caso viene preso dal vincitore di quel turno.
- innanzitutto è d'obbligo rispondere con una carta del primo seme giocato nel turno (palo). Se la prima carta è il Matto, il secondo giocatore può giocare una carta qualdiasi e stabilisce il palo.
- qualora non si disponga di alcuna carta di palo, è d'obbligo giocare una briscola.
- in qualsiasi contesto e per qualsiasi motivo si debba giocare una briscola (o perché il seme stesso di palo è quello di briscola, o perché altresì non si dispone di una carta di palo) e siano già state giocate altre briscole sul tavolo, è d'obbligo, se possibile, giocare una briscola che superi di valore tutte quelle già presenti sul tavolo. Se non si dispone di una tale briscola, bisogna giocarne una qualsiasi tra quelle che si hanno.
- qualora non si disponga né di una carta di palo né di alcuna briscola, si può giocare qualsivoglia carta senza restrizione alcuna.

Quando tutti i giocatori hanno giocato una carta, il giocatore che ha giocato la carta di palo più alta, o, se ci sono briscole in tavolo, la briscola più alta, aggiunge tutte  le carte in tavolo a quelle prese dalla propria parte (ad eccezione del Matto).
Chi ha preso le carte in un turno apre il successivo. Ciascuna mano procede fino all'esaurimento delle carte.

### Calcolo dei punteggi
Alla fine della mano, l'attaccante conta i punti ottenuti dalle prese e dal pozzo se non ha scommesso Guardia contro. Se il totale non è un numero intero, viene arrotondato per difetto in caso non abbia soddisfatto il suo contratto, per eccesso se l'ha raggiunto. A questo punto, il suo guadagno o perdita viene calcolato con questa formula:
{\displaystyle (25+D+p)*x+P+S}
In cui D è la differenza tra il contratto e i punti raggiunti, p è il petit au bout, x è il moltiplicatore del contratto (1, 2, 3 o 6), P è il valore delle poignées dichiarate, S è un eventuale slam (chelem).
Fatto ciò, se l'attaccante ha vinto questa è la quantità di punti che riceve da ogni difensore, mandando ciascuno dei difensori in negativo di tale somma e riscuotendola da ciascuno di loro, mentre se perde cede tale quantità a ciascuno di loro. Ad esempio, in una partita a tre in cui l'attaccante A rispetta il contratto con 40 punti totali con tre oudlers, avendo scommesso petite e senza alcun bonus, riceverà (25 + 40 - 36)*1 = 29 punti da ciascuno dei suoi avversari B e C, e il punteggio sarà il seguente:
- A: +58
- B: -29
- C: -29

Ad ogni mano i punteggi si accumulano fino a un numero stabilito di mani che formano in genere una partita finita.